# Taiyanghe (sockenhuvudort i Kina, Hubei Sheng, lat 30,60, long 109,51)
Taiyanghe (kinesiska: 太阳河, 太阳河乡) är en sockenhuvudort i Kina. Den ligger i provinsen Hubei, i den centrala delen av landet, omkring 460 kilometer väster om provinshuvudstaden Wuhan. Antalet invånare är 18 275. Befolkningen består av 8 671 kvinnor och 9 604 män. Barn under 15 år utgör 14,0 %, vuxna 15-64 år 69 %, och äldre över 65 år 15,0 %.
Runt Taiyanghe är det ganska tätbefolkat, med 185 invånare per kvadratkilometer. Taiyanghe är det största samhället i trakten. I omgivningarna runt Taiyanghe växer i huvudsak blandskog.
Genomsnittlig årsnederbörd är 1 619 millimeter. Den regnigaste månaden är september, med i genomsnitt 301 mm nederbörd, och den torraste är december, med 18 mm nederbörd.